# ON THE ROAD (曲)
「ON THE ROAD」（オン・ザ・ロード）は、1982年2月25日に発売された、浜田省吾の15枚目のシングル。

## 概要
浜田初のライブ・アルバム『ON THE ROAD』と同時発売された。1982年から現在まで長く浜田のツアー・タイトルにも使用され披露される楽曲。アルバム収録音源では曲のイントロに前の曲の歓声が被っているが、シングル盤では歓声の被りがない。
「ラスト・ダンス」は、1977年に発売されたアルバム『LOVE TRAIN』のライヴヴァージョンで、日本武道館でのライヴテイクが収録され、少しだけだがMCも入っている。1991年6月8日に発売された、CDシングル「風を感じて (LIVE VERSION)」のカップリング曲にて初CD化された。
1989年3月21日、CBS・ソニー発足20周年企画「Platinum Singles Series」で過去発売のアナログシングルから本作からピックアップされ8cmCDシングル化され、13枚目シングル「ラストショー」との両A面シングルとなった。詳細は「ラストショー/ON THE ROAD（再発シングル）」参照。

## 収録曲
| 全作詞・作曲: 浜田省吾。 |                                  |           |            |                                     |      |
| #                        | タイトル                         | 作詞      | 作曲・編曲 | 編曲                                | 時間 |
| 1.                       | 「ON THE ROAD」                  | 浜田省吾  | 浜田省吾   | 水谷公生 コーラスアレンジ: 町支寛二 | 3:57 |
| 2.                       | 「ラスト・ダンス」(Live Version) | 浜田省吾  | 浜田省吾   |                                     | 6:37 |
| 合計時間:                | 合計時間:                        | 合計時間: | 10:34      |                                     |      |

## 参加ミュージシャン
THE FUSE
- Drums：鈴木俊二
- Bass：江澤宏明
- Keyboards：一戸清
- Piano：板倉雅一
- Guitars：町支寛二